# Цвјетко Савић
Цвјетко Савић (Бискупићи код Високог, 24. септембар 1951 — Београд, 12. април 2016) био је генерал Војске Републике Српске и начелник Генералштаба Војске Републике Српске од 2003. до 2004. године.

## Биографија
Цвјетко Савић је рођен 24. септембра 1951. године у селу Бискупићи код Високог, у породици пољопривредника и домаћице. Након завршетка гимназије, кренуо је у Војну академију Копнене војске ЈНА, на смјеру артиљерија. Студије на Војној академије је завршио са почастима 1974. године.
У Југословенској народној армији је служио у гарнизовнима у Задру и Пироту. Године 1988. своје квалификације је повећао у Командно-штабној школи тактике Копнене војске. Распад Југославије Савића је затекао док је био у Пироту, гдје је био одговоран за артиљеријску јединицу у штабу 4. моторизоване бригаде. Придружио се снагама Војске Републике Српске 17. фебруара 1993. године, гдје је током Рата у Босни и Херцеговини прво командовао 4. подрињском бригадом, а затим 2. посавском. Након завршетка борбених дејстава био је на штабним дужностима, с тим што је био командант 3. корпуса ВРС.
Године 1997. дипломирао је на Командно-штабној школи. Чин генерал-мајора му је додјељен 9. јануара 2001. године, а 28. јуна 2003. године постао је генерал-потпуковник.
Од 23. маја 2003. године Савић се налазио на челу Генералштаба Војске Републике Српске, замјењућују на тој дужности пензионисаног генерала Новицу Симића. Високи представник Педи Ешдаун 16. априла 2004. године оптужује Генералштаб ВРС за лошу сарадњу са Комисијом за испитивања догађаја у Сребреници и тражи Савићеву смјену. Сам Савић одбацује оптужбе, али га Ешдаун смјењује. У периоду од 2004. до 2006. био је савјетник предсједника Владе Републике Српске по питању одбране. Након тога је радио у Центру за истраживање рата, ратних злочина и тражењу несталих особа. Учествовао је у писању збирки злочина над српским становништвом у Високом, као и о злочинима Хрватске војске у Мркоњић Граду, Новом Граду, Костајници и Козарској Дубици.
Преминуо је 12. априла 2016. на Војномедицинској академији у Београду. Сахрањен је уз највеће војне почасти 16. априла на градском гробљу „Пучиле” у Бијељини.